# Хейда, Антон
Антон Хейда (англ. Anton Heida; октябрь 1878 — ?) — американский гимнаст и легкоатлет, пятикратный чемпион летних Олимпийских игр 1904.
На Играх 1904 в Сент-Луисе в гимнастике Хейда участвовал в восьми дисциплинах. Он выиграл золотые медали в первенстве на 7 снарядах, в командном первенстве, в упражнениях на перекладине, на коне и в опорном прыжке. Он стал первым пятикратным чемпион состязаний в истории Игр. Также он получил серебряную медаль в соревновании на брусьях, занял 18-е место в личном первенстве и 12-е в первенстве на 9 снарядах.
В лёгкой атлетике Хейда соревновался только в троеборье, в котором занял 59-е место.
Хейда стал самым титулованным спортсменом на этой Олимпиаде.